# Bright and Breezy
Bright and Breezy è un album di Red Garland, pubblicato dalla Jazzland Records nel 1961. Il disco fu registrato il 19 luglio del 1961 al Plaza Sound Studios di New York.

## Tracce
Lato A
1. On Green Dolphin Street – 5:07 (Bronislaw Kaper, Ned Washington)
2. I Ain't Got Nobody – 5:05 (Roger Graham, Spencer Williams)
3. You'll Never Know – 5:26 (Harry Warren, Mack Gordon)
4. Blues in the Closet – 4:22 (Oscar Pettiford)

Lato B
1. What's New – 4:16 (Bob Haggart, Johnny Burke)
2. Lil' Darlin' – 7:19 (Neal Hefti)
3. What Is There to Say? – 5:10 (Vernon Duke, E.Y. Harburg)
4. So Sorry Please – 4:06 (Bud Powell)

## Musicisti
- Red Garland - pianoforte
- Sam Jones - contrabbasso
- Charlie Persip - batteria